# Ambrosiinae
La subtribu Ambrosiinae de la tribu Heliantheae perteneciente a la familia de las asteráceas contiene los siguientes géneros:

## Géneros
La subtribu comprende 8 géneros y 70 especies. 
| Genere                           | N. specie                                  | Distribuzione       |
| -------------------------------- | ------------------------------------------ | ------------------- |
| Ambrosia L., 1753                | 30 spp.                                    | América             |
| Dicoria Torr. & A.Gray, 1859     | 4 spp.                                     | USA y México (nord) |
| Euphrosyne DC., 1836             | 5 spp.                                     | USA e México        |
| Hedosyne (A.Gray) Strother, 2000 | 1 sp. (H. ambrosifolia (A.Gray) Strother ) | USA y México (nord) |
| Iva L., 1753                     | 10 spp.                                    | América del Norte   |
| Parthenice A.Gray, 1853          | 1 sp. (P. mollis A.Gray )                  | USA y México        |
| Parthenium L., 1753              | 16 spp.                                    | América             |
| Xanthium L., 1753                | 3 spp.                                     | Cosmopolita         |